# Борд де Ривјер
Борд де Ривјер (фр. Bordes-de-Rivière) насеље је и општина у јужној Француској у региону Миди Пирене, у департману Горња Гарона која припада префектури Сен Годан.
По подацима из 2011. године у општини је живело 510 становника, а густина насељености је износила 59,86 становника/km². Општина се простире на површини од 8,52 km². Налази се на средњој надморској висини од 300 метара (максималној 516 m, а минималној 379 m).

## Демографија
| 1962. | 1968. | 1975. | 1982. | 1990. | 1999. | 2011. |
| ----- | ----- | ----- | ----- | ----- | ----- | ----- |
| 307   | 309   | 312   | 339   | 388   | 359   | 510   |

График промене броја становника у току последњих година